# Lino Cornejo Zegarra
Mariano Lino Cornejo Zegarra o simplemente Lino Cornejo, (Lima, 22 de abril de 1878-Lima, 12 de julio de 1958) fue abogado, magistrado, catedrático universitario y político peruano. Fue ministro de Estado durante el primer gobierno de Manuel Prado Ugarteche, sucesivamente en los despachos de Justicia y Culto (1939-1943), Relaciones Exteriores (1942) y Educación Pública (1943). En el campo académico, destacó por ser una autoridad en Derecho marítimo, materia sobre la que impartió enseñanza en la Universidad de San Marcos.

## Biografía
Cursó sus primeros estudios en el Convictorio Peruano. Luego ingresó a la  Universidad Mayor de San Marcos, donde se recibió de abogado en 1900 y se doctoró en filosofía.
En 1907 fue elegido diputado por San Martín, durante el segundo gobierno de José Pardo. Integró la comisión diplomática. En 1920 fue miembro de la Junta de Vigilancia de la emisión de cheques circulares en representación de los bancos de Lima.
Participó en diversas comisiones oficiales, una de ellas como delegado del Colegio de Abogados de Lima ante el Congreso Científico Panamericano de 1924. Asimismo, fue fiscal suplente de la Corte Suprema de Justicia del Perú, desde 1928.
Fue catedrático de la Facultad de Derecho de la Universidad de San Marcos en los cursos de Derecho Civil, Derecho Procesal y Derecho Comercial. Así como decano de la misma facultad en 1932, y rector interino en 1937. También fue decano del Colegio de Abogados de Lima, en dos periodos (1932-1933 y 1937-1938).
Fue miembro de la Comisión Consultiva del Ministerio de Relaciones Exteriores, consejero jurídico de la delegación en Francia (1935), miembro del Consejo Superior de Aguas, de la comisión encargada del proyecto del nuevo código de comercio, de la comisión revisora del nuevo código de procedimientos penales. Fue también presidente de la Sociedad de Beneficencia Pública de Lima (1938-1939).
En el primer gobierno de Manuel Prado Ugarteche fue ministro de Justicia, Culto y Prisiones (1939-1943); ministro interino de Relaciones Exteriores, por ausencia del titular Alfredo Solf y Muro (1942); y ministro de Educación Pública (1943). Fue al frente de este último portafolio cuando el gobierno dio el Decreto Supremo del 23 de junio de 1943, que ordenaba reconstruir la Biblioteca Nacional del Perú, desaparecida tras el incendio del 10 de mayo, siendo nombrado como director de la misma el ilustre historiador Jorge Basadre Grohmann.
También fue presidente del Banco Agrícola del Perú (1944-1949) y director del Banco Central de Reserva del Perú.

## Publicaciones
- Obligaciones extracontractuales
- Estudios jurídicos
- Derecho Marítimo Comercial, en dos tomos. Premio Fomento de la Cultura Francisco García Calderón (1952).